# Су Сяохуа
Су Сяохуа (кит. упр. 蘇曉華, англ. Su Xiaohua, род. 14 ноября 1977) года, провинция Хэйлунцзян  — китайская шорт-трекистка. Участница  зимних Олимпийских игр 1994 года, серебряная призёр чемпионата мира 1994 года.

## Биография
В январе 1994 года на юниорском чемпионате мира в Сеуле она выиграла дистанцию 500 м, заняла 4-е места на 1000 и 1500 м и выиграла бронзу в общем зачёте, а через месяц участвовала вместе с командой на  зимних Олимпийских играх в Лиллехаммере в эстафете, где команда Китая вышла в финал и заняла второе место после сборной Южной Кореи, но после просмотра судьями была дисквалифицирована за помеху передачи эстафеты, в итоге Китай остался на 8-м месте. В марте на чемпионате мира в Гилфорде выиграла серебряную медаль в эстафете вместе с Ван Сюлань, Ян Ян (А), Чжан Яньмэй и Чжан Цзин. В индивидуальном общем зачёте заняла 6-е место.
После завершения карьеры Су Сяохуа работала тренером в национальной сборной Китая в том числе и на Олимпиаде 2006 года в Турине, а позже тренером команды по шорт-треку в Пекинском центре ледовой подготовки.